# Calvörde
Calvörde è un comune tedesco di 3 392 abitanti situato nel Land della Sassonia-Anhalt.

## Storia
Il 1º gennaio 2010 vi sono stati aggregati i comuni di Berenbrock, Klüden, Dorst, Grauingen, Mannhausen, Velsdorf, Wegenstedt e Zobbenitz.